# Lexingtonklasse (vliegdekschip)
De Lexingtonklasse vliegdekschepen waren de eerste twee operationele vliegdekschepen van de United States Navy. De USS Langley was strikt experimenteel en diende maar kort in actieve dienst voordat ze omgebouwd werd tot watervliegtuig tender AV-3. De klasse bestond uit de USS Lexington (CV-2) en de USS Saratoga (CV-3). De schepen werden neergelegd als slagkruisers, voordat ze werden omgebouwd tot vliegdekschepen. Saratoga, het derde schip van de lijn, was verder gevorderd dan het tweede schip, de Constellation, toen besloten werd tot de conversie, dus werd Saratoga verder afgebouwd als vliegdekschip en werd Constellation gesloopt. Succesvolle operaties met deze schepen, in vergelijking met de veel kleinere USS Ranger overtuigden de Navy dat grote vliegdekschepen effectiever waren dan kleinere. Deze trend zette zich voort gedurende de jaren en de huidige Nimitzklasse supercarriers zijn honderd procent groter in tonnage dan de Midway-klasse van vijftig jaar geleden.

## Ontwikkeling
De aanvankelijke ontwerpstudies hadden veel gemeen met de eerste slagkruisers van de Royal Navy. Men zocht aanvankelijk naar een schip met waterverplaatsing lager dan dat van de slagschepen, met tot twintig 12-inch (300mm) kanonnen, in vijf vierlingkoepels. Een semi-definitief ontwerp kwam in 1916 met tien 14-inch (350mm) kanonnen, in twee tweelingkoepels en twee drielingkoepels, en een zeer dunne bepantsering(amper voldoende tegen de kanonnen van torpedobootjagers), met de helft van de ketels boven het beschermde dek, op een waterverplaatsing van 36.500 ton. Tegen de tijd dat het ontwerp was afgerond, hadden de schepen een volbeladen verplaatsing van meer dan 43.000 ton, en waren ze bewapend met acht 16-inch (400mm) kanonnen, en zestien 6-inch (150mm) kanonnen. Het waren de laatste grote schepen van de US Navy die nog gebruik maakten van tweelingkoepels; de daaropvolgende North Carolina-klasse had uitsluitend drielingkoepels.
Het vlootverdrag van Washington verbood de VS om Lexington en Saratoga af te bouwen als slagkruisers. Echter, volgens artikel 8 mochten alle partijen twee in aanbouw zijnde schepen naar keuze ombouwen tot vliegdekschip, en deze hoefden zich niet aan de 27.000 ton te houden waar de nieuw gebouwde vliegdekschepen aan zouden moeten voldoen De Lexingtons waren hier perfect voor: groot, lang en snel.
De schepen zetten het patroon voor toekomstige Amerikaanse vliegdekschipontwerpen: zeer grote, lange schepen, met een enkel landingsdek, een eiland aan stuurboordzijde met de commando- en controleposten en schoorstenen en een opmerkelijk diep hangardek. Met een hoogte van 6,17 meter was het hangardek van de Lexington de grootste ter wereld tot de komst van de Forrestalklasse supercarriers in de jaren 50.
Zoals ze in dienst waren gesteld, hadden de vliegdekschepen een zware kruiser-stijlbatterij van vier dubbelloops 203 mm geschutskoepels. Het Bureau of Construction and Repair  van de Navy (later Bureau of Ships, nu NAVSEA) had geen vertrouwen in vliegtuigen als bewapening en rustte de schepen uit met de zware kanonnen, al zouden deze het vliegdek kapotschieten, als ze in woede gebruikt zouden worden. De ervaring van de "Fleet Problem" oefeningen in de jaren 30 toonden aan dat BCR fout zat, en de vloot wenste vlug van de zware 8 inch kanonnen verlost te worden. Hun officiële deplacement tijdens indienststelling was 33 000 ton, in overeenstemming met de Washington Naval Treaty, ook al waren in realiteit beide schepen veel zwaarder, 36 000 ton standaard en bijna 40 000 ton vol beladen met brandstof, munitie en vliegtuigen.
Kort na Pearl Harbor, werden de 8 inch-batterijen van beide schepen verwijderd om gebruikt te worden als kust-defensie in Hawaï. Op de Lexington werden deze vervangen door de 28 mm vierloopskanonnen, die beter waren voor luchtafweer, maar toch niet effectief bleken te zijn. Echter, Lexington werd tot zinken gebracht in de Slag in de Koraalzee, voordat ze haar nieuwe kanonnen had gekregen. Op de Saratoga werden ze vervangen door 5 inch DP kanonnen welke beter waren voor gebruik op vliegdekschepen.
Van de zes slagkruisers werden er twee genoemd naar slagen (Lexington en Saratoga) en vier naar beroemde schepen uit de geschiedenis van de US Navy (Constellation, Constitution, United States en Ranger). De Lexingtonklasse waren de grootste vleigdekschepen in de vloot tot de komst van de Midway-klasse.
De beide vliegdekschepen waren het doelwit van een torpedo-aanval. "Lady Lex" werd door drie tot vijf torpedo's geraakt in de Slag om de Koraalzee in mei 1942. Hoewel zij met water volliep, was de schade beperkt en ging het schip door met haar operaties. Echter, vliegtuigbrandstof uit de gescheurde tanks ontbrandden door een vonkende generator, wat een enorme interne explosie veroorzaakte in de lagere dekken. De branden werden onbeheersbaar en veroorzaakten nog meer explosies. Het schip werd verlaten en tot zinken gebracht door eigen troepen. De Saratoga werd twee keer uit actie gehaald door aanvallen door Japanse onderzeeërs, waarbij de elektrische aandrijving nogal gevoelig bleek voor water. Toch was het schip in beide gevallen in staat op eigen kracht naar huis te komen. De belangrijkste actie van de Saratoga was tijdens de Zeeslag bij de Oostelijke Salomonseilanden, toen haar vliegtuigen het lichte vliegdekschip Ryūjō tot zinken brachten. Nadat de schade gerepareerd was werd dat overschaduwd door de nieuwe Essexklassevliegdekschepen die vooral werd gebruikt in rustige gebieden en voor trainingsdoeleinden. Zij overleefde de oorlog en werd gebruikt voor nucleaire tests in de Bikini Atol na de oorlog.